# Initiative Klischeefrei
Die Initiative Klischeefrei ist ein von der Bundesregierung initiiertes Bündnis aus Bildung, Politik, Wirtschaft, Praxis und Forschung. Sie setzt sich für eine Berufs- und Studienwahl frei von Geschlechterklischees ein. Schirmherrin der Initiative ist Elke Büdenbender.
Zielgruppen der Initiative Klischeefrei sind alle Organisationen und Personen, die an der Berufs- und Studienwahl junger Menschen beteiligt sind, also Akteure der Frühen Bildung, Schulen, Hochschulen, Berufsberatung, Unternehmen und Einrichtungen sowie Eltern.
Die Initiative betreibt ein Web-Portal, mit dem sie über Berufs- und Studienwahl im Zusammenhang mit Geschlecht informiert und das als Plattform für eigene Angebote dient. Zu diesen Angeboten gehören u. a. eine eigene Infothek, pädagogische Materialien für den Einsatz in Kindertageseinrichtungen und Schulen, eine digitale Fortbildungsreihe für Berufsberatende sowie Workshops und eine jährliche Fachtagung.
Die Initiative Klischeefrei wird vom Bundesministerium für Bildung und Forschung und dem Bundesministerium für Familie, Senioren, Frauen und Jugend gefördert. Zentrale Anlaufstelle der ist die Servicestelle Klischeefrei, deren Fach- und Pressestelle beim Kompetenzzentrum Technik-Diversity-Chancengleichheit e.V. und deren Redaktion beim Bundesinstitut für Berufsbildung sitzt.

## Ausgangspunkt zur Gründung der Initiative
Anlass für die Gründung der Initiative Klischeefrei ist die sehr ausgeprägte Geschlechtersegregation auf dem Arbeitsmarkt. Das Geschlecht und darüber vorherrschende Rollenbilder haben maßgeblichen Einfluss auf die Berufswahl. Dies führt dazu, dass zahlreiche Berufe entweder einseitig von Männern oder von Frauen dominiert werden. Gleichzeitig herrscht besonders in den stark nach Geschlecht segregierten Berufen der größte Mangel an Fachkräften.
Vorstellungen zur beruflichen Eignung sind oft eng mit stereotypen Rollenmustern verknüpft. Dadurch schränken junge Frauen und Männer ihr Berufswahlspektrum häufig ein. Dies kann zu strukturellen, ökonomischen und individuellen Nachteilen führen.
Der Koalitionsvertrag für die von 2013 bis 2017 laufende 18. Legislaturperiode fordert eine geschlechtergerechte Berufs- und Studienwahl für junge Frauen und Männer. Gleichstellungspolitisch bedeutet dies aus Sicht der Initiative die Überwindung der Segregation des Ausbildungs- und Arbeitsmarktes nach Geschlecht. Dafür bedarf es einer modernen Berufsorientierung, die frei von Geschlechterklischees ist.
Auf diesem Hintergrund gründeten das Bundesministerium für Bildung und Forschung, das Bundesministerium für Familie, Senioren, Frauen und Jugend und das Bundesministerium für Arbeit und Soziales gemeinsam mit weiteren Akteuren aus Politik, Bildung, Wirtschaft, Praxis und Forschung am 15. Dezember 2016 die Initiative Klischeefrei, damals noch unter der offiziellen Bezeichnung „Nationale Kooperationen zur Berufs- und Studienwahl frei von Geschlechterklischees“.
Die Aufteilung vieler Berufe nach Geschlecht wird sich aus Sicht der Initiative nur mindern lassen, wenn es gelingt, das Berufswahlspektrum für alle Geschlechter zu erweitern, die individuellen Fähigkeiten zu fördern und auf dem Arbeitsmarkt geschlechtsunabhängig zu berücksichtigen. Das betrifft alle Berufsfelder und Ausbildungswege – sowohl die betrieblichen, als auch die vollzeitschulischen Ausbildungsberufe sowie die akademischen Berufe. Die Chancengleichheit für alle Geschlechter soll mit dem Engagement in der Initiative Klischeefrei gefördert werden.

## Geschichte
Die Initiative Klischeefrei geht auf den vom Bundesministerium für Familie, Senioren, Frauen und Jugend im Mai 2014 initiierten Expertenkreis „Geschlechtergerechte Berufs- und Studienwahl“ zurück.
Aus diesem Kreis ging das Forum, der heutige Beirat der Initiative Klischeefrei, hervor (siehe Organisation). Als Ergebnis der Arbeit des Kreises wurde ein Positionspapier mit Handlungsempfehlungen veröffentlicht. Ziele sind die Bündelung von Informationen, die Vernetzung von Akteuren und die Herstellung von Transparenz über relevante Maßnahmen, die dazu beitragen, das Berufs- und Studienwahlspektrum von jungen Frauen und Männern zu erweitern und Schritt für Schritt die geschlechtliche Konnotation der Berufe abzubauen.
Die Initiative Klischeefrei ist eine festgeschriebene Maßnahme zur Förderung der Gleichstellung der Geschlechter in der Agenda 2030, der Nachhaltigkeits-Strategie der Bundesregierung.

## Organisation
Die Initiative Klischeefrei besteht aus dem Forum als gesellschaftspolitischem und wissenschaftlichem Beirat, einer Servicestelle, die das operative Geschäft führt und einem Netzwerk aus Partnerorganisationen.
Das Forum hat eine beratende Funktion und beschäftigt sich mit aktuellen Fragen der geschlechtersensiblen Berufs- und Studienwahl.
Um eine geschlechtersensible Berufs- und Studienwahl bundesweit zu etablieren, begleitet das Forum mit zentralen Akteuren als Beirat die Initiative Klischeefrei. Dem Forum gehören die zuständigen Bundesministerien (Bundesministerium für Arbeit und Soziales; Bundesministerium für Bildung und Forschung; Bundesministerium für Familie, Senioren, Frauen und Jugend; Bundesministerium für Umwelt, Naturschutz und nukleare Sicherheit; Bundesministerium für Wirtschaft und Energie), die Bundesvereinigung der Deutschen Arbeitgeberverbände, der Deutsche Industrie- und Handelskammertag, der Zentralverband des Deutschen Handwerks, der Deutsche Gewerkschaftsbund, die Bundesagentur für Arbeit, Sozialpartner und Vertretungen aus Bundesländern, Wissenschaft, Praxis und Wirtschaft an.
Zentrale Anlaufstelle für Partnerorganisationen und die Öffentlichkeit ist die Servicestelle der Initiative Klischeefrei. Sie besteht aus einer Fach- und einer Pressestelle im Kompetenzzentrum Technik-Diversity-Chancengleichheit e.V. sowie einer im Bundesinstitut für Berufsbildung angesiedelten Online-Redaktion.
Die Servicestelle informiert über geschlechtersensible Berufs- und Studienwahl, bereitet Ergebnisse aus der Forschung und aus offiziellen Statistikreihen für die Öffentlichkeit auf und entwickelt eigene Angebote wie Methodensets, Seminare und Workshops für Partnerorganisationen. Ferner führt sie die jährlichen Fachtagungen der Initiative Klischeefrei durch. Weiterhin kooperiert die Initiative Klischeefrei eng mit den Aktionen Girls’Day – Mädchen-Zukunftstag und Boys’Day – Jungen-Zukunftstag – den bundesweiten Berufsorientierungstagen für Jungen und Mädchen.
Zur Initiative Klischeefrei gehört ein Netzwerk aus Partnerorganisationen. Sie kommen aus allen Bereichen von Wirtschaft, Gesellschaft, Politik und Bildung. Das Netzwerk der Initiative besteht aus derzeit (Stand: August 2023) über 550 Partnerorganisationen. Am 12. Juli 2023 wurde das Biopharma-Unternehmen Sartorius als 555. Partnerorganisation bekanntgegeben.